# Nosorożec sumatrzański
Nosorożec sumatrzański (Dicerorhinus sumatrensis) – ssak nieparzystokopytny z rodziny nosorożcowatych, jedyny przedstawiciel rodzaju Dicerorhinus Gloger, 1841.

## Genetyka
Większość nosorożcowatych cechuje się diploidalną liczbą chromosomów 82, także nosorożec sumatrzański. Tylko nosorożec czarny ma 84. Jest to prawie największa liczba chromosomów wśród ssaków, jedynie pewne gatunki gryzoni mają ich więcej w genomie.

## Systematyka
Po raz pierwszy gatunek opisał Johann Fischer von Waldheim w 1814, w Zoognosia tabulis synopticis illustrata. Wyróżnia się 3 podgatunki:
- D. sumatrensis harrissoni G. Fischer, 1814
- D. sumatrensis lasiotis Groves, 1965
- D. sumatrensis sumatrensis G. Fischer, 1814

## Ewolucja
Nosorożec sumatrzański należy do nosorożcowatych, starej rodziny ssaków, która pojawiły się jeszcze w epoce eoceńskiej. Pierwsze właściwe nosorożcowate pojawiły się w Euroazji i były niewielkimi zwierzętami, dopiero późnej zwiększając swe rozmiary zgodnie z zasadą Cope’a. Nie miały też jeszcze rogów. W oligocenie osiągnęły już znaczną różnorodność, choć nie opanowały jeszcze Afryki, z którą kojarzą się obecnie. W epoce tej istniały już formy o średnich i dużych rozmiarach. W oligocenie pojawiły się też pierwsze rogate nosorożce, Diceratherium.
Nosorożcowate osiągnęły w tej epoce istotny sukces ewolucyjny, obejmując szeroki zakres nisz ekologicznych. Dzięki dużym rozmiarom mogły wykarmić się szorstkim, słabej jakości pokarmem, w tym niską roślinnością bogatą w krzemionkę, na co odpowiedziały molaryzacją przedtrzonowcow. Jej stopień nie był jednak w obrębie gatunku cechą stałą, co doprowadziło do istotnego zamieszania w XX-wiecznej paleontologii, kiedy to na podstawie takich niestałych cech opisywano taksony, które potem okazywały się synonimiczne. Zwierzęta te zasiedliły Amerykę, Europę i Azję, a także Afrykę. Ich sukces z oligocenu nie trwał jednak wiecznie, jako że w miocenie doszło do wymarcia części linii wskutek zmian klimatycznych. Wymarły prawie wszystkie nosorożcowate amerykańskie, w Eurazji przetrwały tylko dwie linie. Przedstawiciele jednej z nich przypominały dzisiejsze nosorożce sumatrzańskie. Z tej właśnie linii wywodzi się sławny nosorożec włochaty, zamieszkujący w plejstocenie tereny północy Euroazji. Do dzisiaj nosorożce sumatrzańskie cechują się owłosieniem większym, niż pozostałe nosorożcowate, zwłaszcza młode osobniki, tracące włosy z biegiem życia.
Z drugiej strony pozycja nosorożca sumatrzańskiego na drzewie rodowym nosorożcowatych nie została do końca wyjaśniona. Zazwyczaj zalicza się go do azjatyckiej podrodziny Rhinocerotinae, wraz z rodzajem Rhinoceros, obejmującym nosorożce indyjskiego i jawajskiego. Jednakże część autorów uważa go za bliższego nosorożcowatym afrykańskim, z którymi łączy go posiadanie obu rogów

## Rozmieszczenie geograficzne
Borneo i Sumatra. Kiedyś zamieszkiwał zarówno w górskich jak i w nizinnych, tropikalnych lasach południowo-wschodniej Azji, a także w Chinach na południe od Huang He. Gatunek krytycznie zagrożony wymarciem. W latach 2004–2019 jego liczebność zmniejszyła się o 50% i w 2019 wynosiła około 80 sztuk.